# Wetterstation Brocken

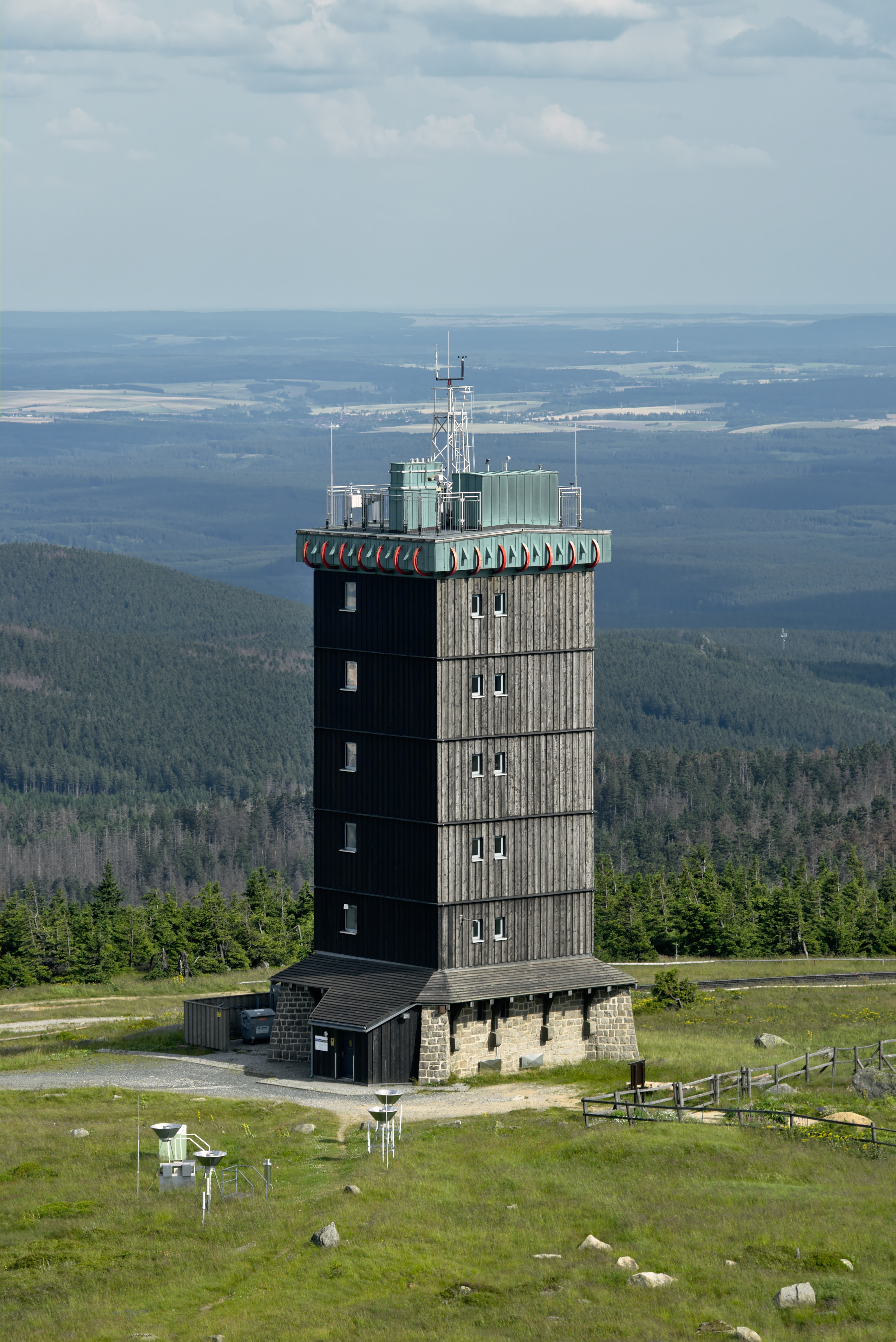
Wetterstation Brocken, 2016

Die Wetterstation Brocken (früher auch Wetterwarte Brocken) ist eine denkmalgeschützte Wetterstation auf dem Brocken im Harz in Sachsen-Anhalt.

## Lage
Die Wetterstation steht auf der Brockenkuppe, etwa 200 Meter südöstlich des von der Brockenuhr markierten Gipfelpunkts. Unmittelbar südwestlich vom Turm befindet sich der Brockengarten. Der Standort gehört zur Gemarkung des Ortsteils Schierke der Stadt Wernigerode.

## Architektur und Geschichte
Eine erste stündlich auf dem Brocken durchgeführte Messung von Luftdruckwerten ist aus dem Jahr 1820 überliefert. Auf die Bitte von zwei Braunschweiger Wissenschaftlern hin notierte der Brockenwirt Eduard Nehse ab 1836, nach anderen Angaben ab 1838, regelmäßig Temperaturwerte und sonstige Wetterbeobachtungen. 1847 erhielt Nehse einen offiziellen Auftrag zur Durchführung solcher Messungen und Beobachtungen durch das Preußische Meteorologische Institut. Ab 1850 übernahm der nachfolgende Brockenwirt Emanuel Köhler die Aufgabe. Neben dem Luftdruck, den ein am Fensterrahmen im Speiseraum hängendes Barometer anzeigte, wurden auch Werte wie die Außentemperatur und die Schneehöhe erfasst. 1859 beendete Köhler jedoch die aufwendigen und insbesondere bei den Schneehöhen auch ungenauen Messungen. Darüber hinaus hatte sich gezeigt, dass die Brockendaten für Wettervorhersagen nicht ausreichend waren.

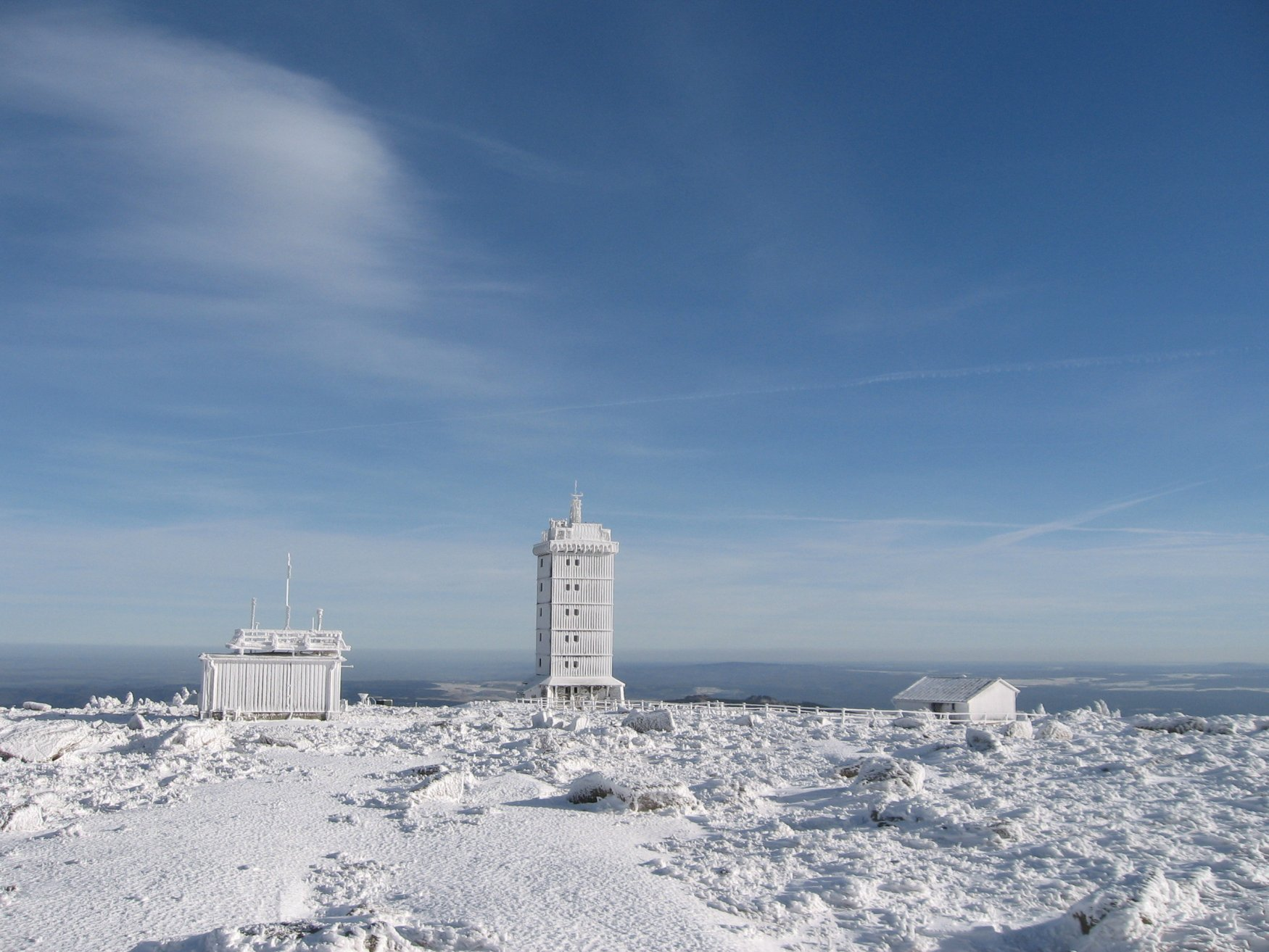
Das Umfeld der Wetterstation, 2008

Der Meteorologe und Leiter der Magdeburger Wetterwarte Richard Aßmann drängte dann ab Beginn der 1880er Jahre auf die Einrichtung einer Wetterstation auf dem Brocken, da er von der Bedeutung der Daten für die Meteorologie überzeugt war. Ab 1882 wurden zumindest die regelmäßigen Wetterbeobachtungen wieder aufgenommen. Während im Winter ein Mitarbeiter des Brockenwirts die Messungen vornahm, war im Sommer ein Postgehilfe eingesetzt. Andere Angaben nennen als Zeitpunkt der Einrichtung einer provisorischen meteorologischen Station das Jahr 1893. Letztlich gelang es Aßmann im Jahr 1895, eine staatliche Bewilligung über 4200 Mark zum Bau einer Station zu erhalten. Da der Betrag nicht genügte, sammelte Aßmann noch private Spenden. Es entstand ein hölzerner dreigeschossiger Turm, der direkt an das Brockengasthaus angefügt war. Während im Erdgeschoss ein Wohnzimmer eingerichtet war, bestand darüber ein sogenanntes Gelehrtenzimmer und im obersten Geschoss das Zimmer für die Instrumente und die Beobachtungen. Die technische Ausstattung war für die Zeit modern. So gab es einen Aneroidbarografen, ein Aspirationspsychrometer, ein Meteoroskop, einen Wolkenspiegel und einen Sonnenscheinautografen. Am 1. Oktober 1895 weihte Aßmann die Station ein.
Erster Mitarbeiter war der auch für den Postbetrieb zuständige Ludwig Koch. Angesichts von im Jahr 1895 von ihm zu bearbeitenden 141.311 Postsendungen sah er sich jedoch überlastet und kündigte die Arbeit in der Wetterstation, sodass ein neuer Mitarbeiter eingestellt wurde. 1897 war der Meteorologe Richard Hennig für die Beobachtungen verantwortlich.

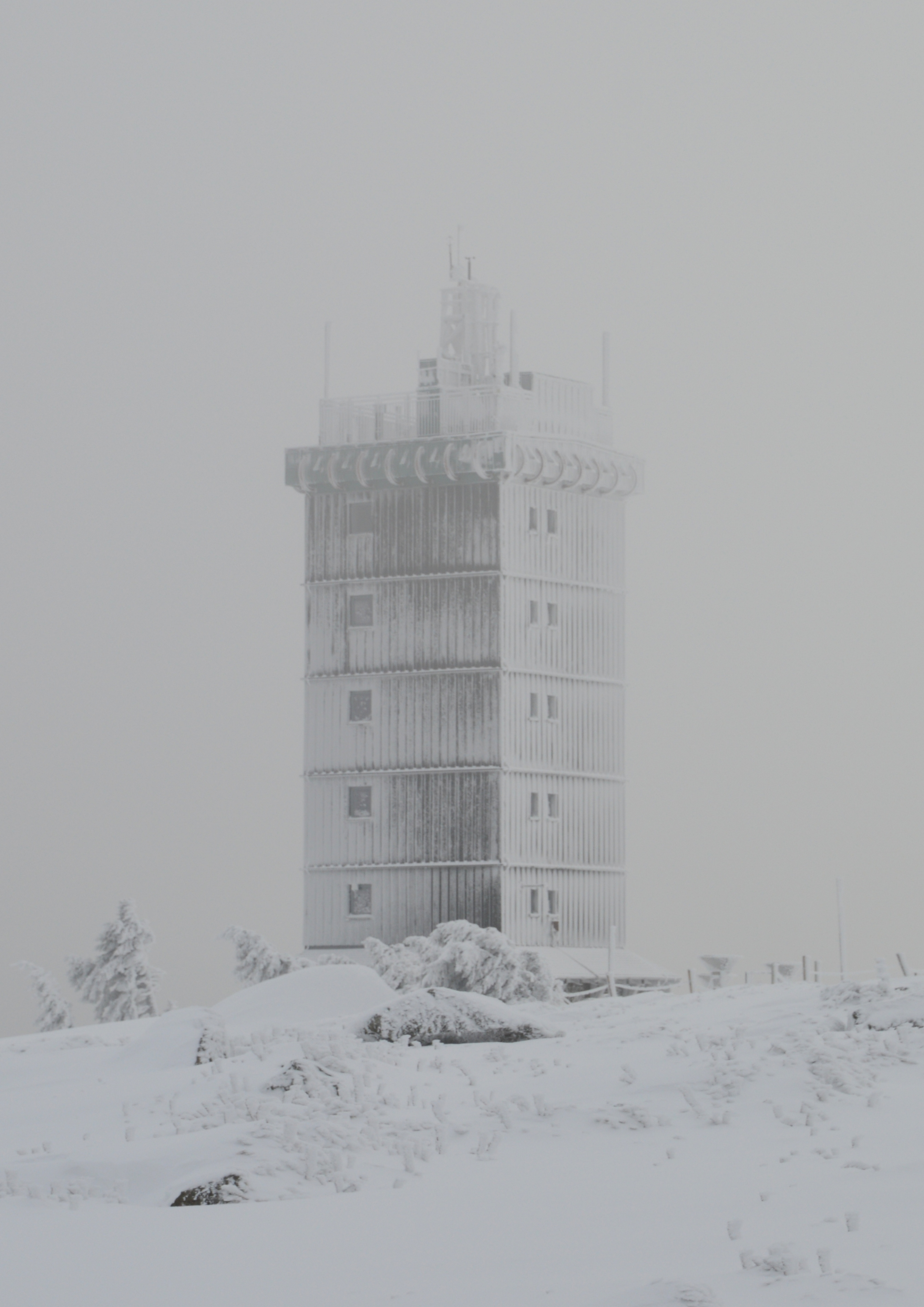
Wetterstation Brocken, Februar 2018

Durch die harten Wetterbedingungen auf dem Brockengipfel wies die Station jedoch schnell bauliche Mängel auf. 1909 wurden Mittel für einen Umbau beantragt, die 1912 bewilligt wurden. 1913 wurde der Neubau als Rohbau aus Stein errichtet, der Ausbau dauerte bis 1914 an. Der Neubau war deutlich komfortabler ausgestattet und verfügte auch über Küche, Badezimmer, Speisekammer und weitere Vorratsräume. Als zusätzliche technische Einrichtung bestand eine Dunkelkammer zur Entwicklung von Fotografien, um die Daten schnell auszuwerten. 1918/1919 wurde eine Zentralheizung nachgerüstet und die Isolation des Gebäudes durch eine Holzverschalung am oberen Teil des Hauses verbessert.
1937 errichtete die Reichspost in unmittelbarer Nachbarschaft zur Wetterstation einen 64 Meter hohen Fernsehturm. Die Messergebnisse wurden dadurch verfälscht. Um ordnungsgemäße Messungen zu gewährleisten, entschloss man sich zum Neubau einer Wetterstation in einer Entfernung von 250 Metern. Dieser noch heute erhaltene Turm war im Frühjahr 1939 fertiggestellt.
Während des Zweiten Weltkriegs am 17. April 1945 wurde die Wetterstation bei einem US-amerikanischen Bombenangriff auf den Brockengipfel und Artilleriebeschuss aus dem Bereich von Wernigerode beschädigt. Die Wetterbeobachtungen wurden eingestellt. Der Landeswetterdienst Sachsen-Anhalt bemühte sich um einen Wiederaufbau. Der Meteorologe Kurt Glass bezog mit einer Mitarbeiterin im September 1947 zunächst einen Anbau am Fernsehturm und begann mit der Aufzeichnung und Meldung von Daten. Parallel wurde der Turm der Wetterstation instand gesetzt, sodass ab dem 20. Oktober 1948 dort der reguläre Betrieb aufgenommen werden konnte.
In der DDR war die Station ab 1950 eine Station erster Ordnung des Meteorologischen Dienstes der DDR. Wegen der Grenznähe – der Brocken war militärisches Sperrgebiet – wurden die Mitarbeiter der Station vor ihrem Einsatz insbesondere vom Ministerium für Staatssicherheit überprüft. Mit der Wiedervereinigung gelangte die Station zum Deutschen Wetterdienst.
Der Deutsche Wetterdienst weihte am 16. März 2010 die Station als Klimareferenzstation ein, die der langfristigen Klimabeobachtung dienen soll. Am 11. April 2014 stieß eine zu tief fliegende einmotorige Cessna 182 bei Nebel auf dem Weg von Rügen ins hessische Reichelsheim gegen die Aufbauten des Turms und stürzte ab. Die beiden Flugzeuginsassen kamen dabei ums Leben.
Die Wetterstation war 2017 mit sieben Mitarbeitern 24 Stunden am Tag besetzt. Die Wetterwarte wurde 2021, wie auch alle anderen Stationen, auf einen vollautomatischen Betrieb umgerüstet. Zur Begründung wurde angegeben, dass die Bedeutung von Bodenmessungen für die Wettervorhersagen stark abgenommen habe und insgesamt auch in der Klimaforschung völlig auf eine vollautomatische Messung abgestellt werde. Die Mitarbeiter würden dringend in anderen Bereichen benötigt. Die Wetterstation Brocken war jedoch mit etwa 1000 Besuchern im Jahr die meistbesuchte Station in Deutschland. Stationsleiter Klaus Adler äußerte sich zur geplanten Umrüstung kritisch. Neben der nötigen Besucherbetreuung nannte er die für bestimmte Messungen noch bestehende Unzuverlässigkeit der automatischen Einrichtung als Kritikpunkt.
Im örtlichen Denkmalverzeichnis ist die Wetterstation unter der Erfassungsnummer 094 56167 als Baudenkmal verzeichnet.